# Glyphicnemis mandibularis
Glyphicnemis mandibularis là một loài tò vò trong họ Ichneumonidae.